# Championnat d'Irlande du Nord de football 2012-2013
Navigation
Édition précédente Édition suivante
Le Championnat d'Irlande du Nord de football 2012-2013 est la 111e édition du Championnat d'Irlande du Nord de football. Ce sera la cinquième saison du Premiership depuis sa création, après une refonte majeure du système de la ligue en Irlande du Nord. La saison débutera le 11 août 2012 et prendra fin en avril 2013.
Le club du Linfield est le champion en titre, après avoir remporté son 51e titre de champion la saison précédente. 
Le championnat voit le Ballinamallard United Football Club parvenir pour la première fois dans l'élite nord-irlandaise.
Cliftonville Football Club, après avoir dominé toute la saison, remporte le championnat en battant lors de la 34e journée Linfield. Le club s'empare aussi de la Coupe de la Ligue d'Irlande du Nord avec une victoire 4-0 sur le Crusaders Football Club le 26 janvier 2013. Cliftonville est sur la voie du triplé puisque le club s'est qualifié pour la finale de la Coupe d'Irlande du Nord qu'elle disputera contre Glentoran. 
Le Crusaders Football Club termine à la deuxième place, devançant de 21 point le champion en titre Linfield qui termine à la troisième place. Cela met fin à une série de trois titres de champion consécutifs. C'est la première fois depuis 2003 que ce club n'occupe pas une des deux premières places du championnat.
Lisburn Distillery Football Club termine à la dernière place du championnat et est donc relégué en deuxième division. Il y est accompagné par le Donegal Celtic Football and Social Club qui échoue à conserver sa place dans l'élite lors du match de barrage disputé contre le Warrenpoint Town Football Club qui de son côté accède pour la toute première fois à la première division nord-irlandaise.

## Les 12 clubs participants
| \| Belfast · Cliftonville · Linfield · Crusaders · Glentoran · Donegal Celtic Ballymena United Coleraine FC Ballinamallard United Portadown FC Dungannon Swifts Glenavon FC Distillery FC \| Localisation des clubs engagés dans le championnat. |
| Belfast · Cliftonville · Linfield · Crusaders · Glentoran · Donegal Celtic Ballymena United Coleraine FC Ballinamallard United Portadown FC Dungannon Swifts Glenavon FC Distillery FC                                                           |

| Club                                    | Stade                 | Capacité | Ville          |
| --------------------------------------- | --------------------- | -------- | -------------- |
| Ballymena United Football Club          | The Showgrounds       | 7 500    | Ballymena      |
| Ballinamallard United Football Club     | Ferney Park           | 2 000    | Ballinamallard |
| Cliftonville Football Club              | Solitude              | 7 200    | Belfast        |
| Coleraine Football Club                 | The Showgrounds       | 6 600    | Coleraine      |
| Crusaders Football Club                 | Seaview               | 9 100    | Belfast        |
| Donegal Celtic Football and Social Club | Donegal Celtic Park   | 3 000    | Belfast        |
| Lisburn Distillery Football Club        | New Grosvenor Stadium | 8 000    | Lisburn        |
| Dungannon Swifts Football Club          | Stangmore Park        | 3 000    | Dungannon      |
| Glenavon Football Club                  | Mourneview Park       | 7 300    | Lurgan         |
| Glentoran Football Club                 | The Oval              | 14 100   | Belfast        |
| Linfield Football Club                  | Windsor Park          | 20 500   | Belfast        |
| Portadown Football Club                 | Shamrock Park         | 5 800    | Portadown      |

## Compétition

### La pré-saison
Le Linfield FC vainqueur du précédent championnat est le seul club d'Irlande du Nord en liste en Ligue des Champions 2012-2013. Ils affrontent au premier tour le club islandais B36 Tórshavn, battu difficilement aux tirs au but après deux matchs nuls 0-0, puis au deuxième tour le club chypriote de l'AEL Limassol. Linfield perd le match aller sur le score de 3-0.

### Classement
Le classement est établi sur le barème de points classique (victoire à 3 points, match nul à 1, défaite à 0).
| Rang | Équipe                  | Pts | J  | G  | N  | P  | Bp | Bc | Diff |
| ---- | ----------------------- | --- | -- | -- | -- | -- | -- | -- | ---- |
| 1    | Cliftonville FC CL      | 91  | 38 | 29 | 4  | 5  | 95 | 38 | +57  |
| 2    | Crusaders FC            | 83  | 38 | 26 | 5  | 7  | 82 | 41 | +41  |
| 3    | Linfield FC T           | 62  | 38 | 17 | 11 | 10 | 69 | 48 | +21  |
| 4    | Glentoran FC C          | 57  | 38 | 15 | 12 | 11 | 63 | 44 | +19  |
| 5    | Ballinamallard United P | 53  | 38 | 15 | 8  | 15 | 49 | 43 | +6   |
| 6    | Coleraine FC            | 53  | 38 | 13 | 14 | 11 | 50 | 57 | -7   |
|      |                         |     |    |    |    |    |    |    |      |
| 7    | Portadown FC            | 55  | 38 | 15 | 10 | 13 | 55 | 55 | 0    |
| 8    | Ballymena United        | 46  | 38 | 11 | 13 | 14 | 54 | 68 | -14  |
| 9    | Glenavon FC             | 42  | 38 | 12 | 6  | 20 | 64 | 62 | +2   |
| 10   | Dungannon Swifts        | 40  | 38 | 9  | 13 | 16 | 45 | 58 | -13  |
| 11   | Donegal Celtic          | 27  | 38 | 6  | 9  | 23 | 32 | 80 | -48  |
| 12   | Lisburn Distillery FC   | 19  | 38 | 4  | 7  | 27 | 29 | 90 | -61  |

| Légende : Qualifications et relégations | Légende : Qualifications et relégations |
| --------------------------------------- | --- |
|                                         | Ligue des Champions 2013-2014, deuxième tour de qualification                                                                                      |
|                                         | Ligue Europa 2013-2014, premier tour de qualification                                                                                              |
|                                         | Barrage de relégation en deuxième division |
|                                         | Relégation en deuxième division |
|                                         | T : Tenant du titre P : Promu C : Vainqueur de la Coupe d'Irlande du Nord 2012-13 CL : Vainqueur de la Coupe de la Ligue d'Irlande du Nord 2012-13 |

### Résultats
| Résultats (▼dom., ►ext.)                                   | BMD | BLY | CLF | COL | CRU | DON | DUN | GNV | GLN | LIN | LIS | POR |
| Ballinamallard United                                      |     | 0-0 | 1-3 | 1-0 | 0-2 | 0-0 | 2-2 | 2-1 | 1-4 | 1-3 | 2-0 | 2-0 |
| Ballymena United                                           | 1-1 |     | 0-8 | 0-2 | 2-1 | 3-3 | 1-1 | 2-1 | 1-1 | 2-0 | 2-0 | 1-2 |
| Cliftonville FC                                            | 0-1 | 2-1 |     | 3-1 | 1-0 | 3-1 | 4-1 | 2-1 | 1-1 | 3-0 | 4-0 | 3-2 |
| Coleraine FC                                               | 1-5 | 4-1 | 1-5 |     | 3-1 | 2-1 | 2-0 | 0-2 | 1-0 | 3-2 | 2-1 | 1-1 |
| Crusaders FC                                               | 2-1 | 0-0 | 3-1 | 1-1 |     | 2-0 | 2-1 | 5-1 | 2-0 | 2-2 | 3-1 | 2-0 |
| Donegal Celtic                                             | 0-3 | 1-0 | 0-1 | 1-3 | 2-5 |     | 1-1 | 1-1 | 2-1 | 0-3 | 0-3 | 1-1 |
| Dungannon Swifts                                           | 0-1 | 1-3 | 1-1 | 1-1 | 2-0 | 3-0 |     | 2-1 | 1-3 | 1-1 | 1-1 | 1-1 |
| Glenavon FC                                                | 0-1 | 4-1 | 0-2 | 1-1 | 1-0 | 4-2 | 0-1 |     | 1-1 | 2-3 | 4-1 | 2-2 |
| Glentoran FC                                               | 2-1 | 1-2 | 1-1 | 0-0 | 1-1 | 3-1 | 2-1 | 2-1 |     | 1-1 | 3-0 | 0-1 |
| Linfield FC                                                | 1-3 | 2-1 | 1-2 | 0-0 | 1-2 | 4-0 | 2-1 | 1-1 | 2-1 |     | 4-0 | 1-0 |
| Lisburn Distillery FC                                      | 0-5 | 0-4 | 1-2 | 1-1 | 1-3 | 3-3 | 2-1 | 0-1 | 0-2 | 1-1 |     | 0-5 |
| Portadown FC                                               | 2-1 | 2-2 | 3-3 | 3-4 | 1-0 | 1-0 | 1-1 | 2-0 | 2-4 | 2-4 | 4-2 |     |
| - Victoire à domicile - Match nul - Victoire à l'extérieur |     |     |     |     |     |     |     |     |     |     |     |     |

| Résultats (▼dom., ►ext.)                                   | BMD | BLY | CLF | COL | CRU | DON | DUN | GNV | GLN | LIN | LIS | POR |
| Ballinamallard United                                      |     |     | 0-1 |     | 1-3 |     | 4-0 | 3-1 |     | 1-1 |     | 0-1 |
| Ballymena United                                           | 3-0 |     |     | 0-1 |     | 2-2 |     |     | 0-0 |     | 3-3 |     |
| Cliftonville FC                                            |     | 5-0 |     | 5-0 |     | 2-1 | 2-0 |     | 4-1 |     | 4-0 |     |
| Coleraine FC                                               | 0-0 |     |     |     | 1-3 | 0-0 |     |     | 1-1 |     | 3-1 |     |
| Crusaders FC                                               |     | 5-1 |     |     |     |     | 1-1 |     |     | 3-0 |     | 1-0 |
| Donegal Celtic                                             | 1-0 |     |     |     | 0-3 |     |     | 1-0 |     | 1-4 |     | 2-1 |
| Dungannon Swifts                                           |     | 0-0 |     | 1-3 |     | 0-0 |     |     |     | 1-4 | 1-0 | 2-0 |
| Glenavon FC                                                |     | 7-0 | 1-3 | 1-1 | 2-3 |     | 3-1 |     |     | 0-3 |     |     |
| Glentoran FC                                               | 3-0 |     |     |     | 4-5 | 5-0 | 2-3 | 2-1 |     | 1-1 |     |     |
| Linfield FC                                                |     | 2-2 | 3-1 | 5-2 |     |     |     |     |     |     | 1-1 | 2-0 |
| Lisburn Distillery FC                                      | 0-2 |     |     |     | 0-2 |     |     | 2-1 | 0-3 |     |     | 1-1 |
| Portadown FC                                               |     | 0-0 | 1-3 | 2-0 |     | 1-0 |     | 3-1 | 0-1 |     |     |     |
| - Victoire à domicile - Match nul - Victoire à l'extérieur |     |     |     |     |     |     |     |     |     |     |     |     |

| Résultats (▼dom., ►ext.)                                   | CLF | CRU | LIN | GLN | COL | BMD |
| Cliftonville FC                                            |     | 3-1 | 3-2 | .   |     | 2-1 |
| Crusaders FC                                               |     |     |     | 3-2 | 2-1 | .   |
| Linfield FC                                                |     | 1-2 |     | 1-0 | .   | 0-1 |
| Glentoran FC                                               | .   |     |     |     | 1-1 |     |
| Coleraine FC                                               | 0-2 |     | .   |     |     |     |
| Ballinamallard United                                      |     | .   |     | 0-0 | 1-1 |     |
| - Victoire à domicile - Match nul - Victoire à l'extérieur |     |     |     |     |     |     |

| Résultats (▼dom., ►ext.)                                   | POR | BLY | DUN | GNV | DON | LIS |
| Portadown FC                                               |     | .   | 1-1 | .   | .   | .   |
| Ballymena United                                           | 6-1 |     | 1-2 | 0-2 | .   | .   |
| Dungannon Swifts                                           | .   | .   |     | 2-3 | .   | .   |
| Glenavon FC                                                | .   | .   | .   |     | 3-1 | 7-0 |
| Donegal Celtic                                             | 1-2 | 1-4 | .   | .   |     | .   |
| Lisburn Distillery FC                                      | .   | .   | 0-1 | .   | 0-1 |     |
| - Victoire à domicile - Match nul - Victoire à l'extérieur |     |     |     |     |     |     |

#### Barrage de promotion/relégation
Le barrage de promotion et relégation entre la première (IFA Premiership) et la deuxième division (Championship 1) nord-irlandaise oppose l'équipe ayant terminé à la 11e place de la première division, Donegal Celtic Football and Social Club, à celle ayant terminé à la deuxième place de la deuxième division, Warrenpoint Town Football Club. Le match aller se joue sur le terrain de Warrenpoint et le match retour sur celui du Donegal Celtic. Le vainqueur de ce match disputera le championnat d'Irlande du Nord 2013-2014 et le vainqueur le Championship 1
| Match aller      | Warrenpoint Town Football Club | 1-0   | Donegal Celtic Football and Social Club | Mill Town |  |
| 7 mai 2013 19:15 | Hughes 77e                     | (0-0) |                                         |           |  |

| Match retour      | Donegal Celtic Football and Social Club | 2-1   | Warrenpoint Town Football Club | Donegal Celtic Park |  |
| 10 mai 2013 19:45 | McVeigh 45e · Miskimmin 83e             | (1-0) | McCabe 74e                     |                     |  |

Warrenpoint Town remporte le barrage au terme des deux matchs 2-2 selon la règle du but marqué à l'extérieur. Le club est donc promu en première division pour la saison 2013-2014. C'est la première fois que le club atteint la première division nord-irlandaise. Dans le même temps, Donegal Celtic, après deux saisons dans l'élite est relégué en Championship.

## Statistiques

### Meilleur buteur
|   | Nom               | Club         | But |
| - | ----------------- | ------------ | --- |
| 1 | Liam Boyce        | Cliftonville | 29  |
| 2 | Andrew Waterworth | Glentoran    | 20  |
| 3 | Darren Murray     | Portadown    | 18  |
| 4 | Joe Gormley       | Cliftonville | 17  |
| * | Curtis Allen      | Coleraine    | 17  |
| 6 | Jordan Owens      | Crusaders    | 16  |
| 7 | Timmy Adamson     | Crusaders    | 15  |

## Bilan de la saison
| Championnat d'Irlande du Nord de football 2012-2013                       |                                         |
| Champion                                                                  | Cliftonville Football Club (4e titre)   |
| Dauphin                                                                   | Crusaders Football Club                 |
| Coupes et trophées                                                        |                                         |
| Vainqueur de la Coupe d'Irlande du Nord 2012-2013                         | Glentoran Football Club                 |
| Vainqueur de la Coupe de la Ligue d'Irlande du Nord de football 2012-2013 | Cliftonville Football Club              |
| Qualifications continentales                                              |                                         |
| Ligue des champions de l'UEFA 2013-2014                                   | Cliftonville Football Club              |
| Ligue Europa 2013-2014                                                    | Crusaders FC                            |
| Ligue Europa 2013-2014                                                    | Linfield FC                             |
| Ligue Europa 2013-2014                                                    | Glentoran FC                            |
| Promotions et relégations                                                 |                                         |
| Promus en IFA Premiership                                                 | Ards Football Club                      |
| Promus en IFA Premiership                                                 | Warrenpoint Town Football Club          |
| Relégués en IFA Championship                                              | Lisburn Distillery Football Club        |
| Relégués en IFA Championship                                              | Donegal Celtic Football and Social Club |